# Tourette’s
«Tourette's» (с англ. — «Синдром Туретта») — песня американской гранж-группы Nirvana, впервые выпущенная на третьем и последнем студийном альбоме коллектива «In Utero» под 11-м номером 13 сентября 1993 года. Также композиция была выпущена в рамках концертного альбома коллектива Live at Reading 2 ноября 2009, где была сыграна группой впервые.

## История
Первоначально песня называлась «The Eagles Has Landed». Точно неизвестна дата написания Куртом Кобейном «Tourette's», но зато известна дата первого исполнения данной композиции. Это случилось 30 августа 1992 года во время концерта в Рединге, Великобритания, на одном из самых грандиозных концертов Nirvana. Музыкальная составляющая песни никак не изменилась с момента исполнения её в Рединге и вплоть до записи «Tourette's» для In Utero, а вот слова претерпели большие изменения.
Последний раз композиция была исполнена 23 июля 1993 года в рамках концерта в Нью-Йорке.

## Музыка и лирика
«Tourette's» представляет собой альтернативную рок-песню с ритмом 4/4, темпом 173 и длительностью 1 минуты 35 секунд. Она базируется на последовательности квинтаккордов F5 — A5 — A#5 — F#5.
Название композиции отсылается к синдрому Туретта, неврологическому расстройству, связанному с тиками, такими как моргание, гримаса.

## Рейтинги и отзывы
В 2015 году Rolling Stone опубликовал рейтинг «102 лучших песен Nirvana», в котором композиция заняла 42 место, обогнав «Milk it» и «Very Ape» с того же альбома.